# Stefan Dodić
Stefan Dodić (serbisch-kyrillisch Стефан Додић; * 13. März 2003 in Vranje, Serbien und Montenegro) ist ein serbischer Handballspieler.

## Karriere

### Verein
Der 1,97 m große mittlere Rückraumspieler spielte ab seinem 14. Lebensjahr beim nordmazedonischen Verein RK Metalurg Skopje. Bereits mit 15 Jahren gab er seinen Einstand in der multinationalen SEHA-Liga als jüngster Spieler in der Geschichte des Wettbewerbs. In der Saison 2019/20 wurde er an den RK Aerodrom ausgeliehen. Nach einer weiteren Saison bei Metalurg ging er zum GRK Ohrid. Bereits im Februar 2022 wechselte er zum RK Vardar Skopje, mit dem er am Saisonende die nordmazedonische Meisterschaft und den Pokal gewann. Zum Sommer 2022 wurde er vom polnischen Serienmeister KS Kielce unter Vertrag genommen. In der Folge wurde er mehrfach verliehen. In der Spielzeit 2022/23 lief er für den kroatischen Rekordmeister RK PPD Zagreb auf, mit dem er Meisterschaft und Pokal gewann. Zu Beginn der Saison 2023/24 spielte er für den slowenischen Rekordmeister RK Celje Pivovarna Laško, ehe er im Oktober 2023 auf Leihbasis zum serbischen Verein RK Vojvodina wechselte. Mit Vojvodina gewann er 2024 die serbische Meisterschaft, 2025 den serbischen Pokal.

### Nationalmannschaft
Mit der serbischen Junioren-Nationalmannschaft gewann Dodić die Bronzemedaille bei der U-20-Europameisterschaft 2022. Zudem wurde er als bester Spieler des Turniers ausgezeichnet.
Mit der serbischen A-Nationalmannschaft belegte er den 11. Platz bei der Weltmeisterschaft 2023. Bisher bestritt er mindestens zehn Länderspiele, in denen er sieben Tore erzielte.